# Spheron
Spheron je počítačová hra z roku 1992. Naprogramoval ji Michal Bačík pro počítače Commodore 64. Na hudbě a tvorbě levelů se vedle Michala Bačíka podílel taky Róbert Jendrišák. 
Jedná se o 2D plošinovku. Hráč ovládá balónek a jeho cílem je dostat se na konec levelu ve stanoveném časovém limitu. Musí přitom nasbírat dostatečný počet diamantů a dávat pozor na pasti a nepřátele. Hra celkem obsahuje 23 levelů a za rychlost zkompletování a posbírané diamanty dostává hráč skóre.